# Algemesí
Algemesí (valencianskt uttal: [aʎdʒemeˈzi]) är en stad och kommun i provinsen Valencia i den autonoma regionen Valencia i östra Spanien. Staden ligger vid floden Magre, cirka 31,5 kilometer söder om Valencia. Kommunen har 27 968 invånare (2024), på en yta av 41,30 km².